# Kanton Paulhaguet
Der Kanton Paulhaguet war bis 2015 ein französischer Wahlkreis im Arrondissement Brioude, im Département Haute-Loire und in der Region Auvergne; sein Hauptort war Paulhaguet, Vertreter im Generalrat des Départements war zuletzt von 2001 bis 2015 Jacques Roustide.
Der 19 Gemeinden umfassende  Kanton war 214,35 km² groß und hatte 4034 Einwohner (Stand: 2012). 

## Gemeinden
| Gemeinde                     | Einwohner Jahr | Fläche km² | Bevölkerungsdichte | Postleitzahl | Code INSEE |
| ---------------------------- | -------------- | ---------- | ------------------ | ------------ | ---------- |
| Chassagnes                   | 165 (2013)     | –          | – Einw./km²        | 43230        | 43063      |
| Chavaniac-Lafayette          | 273 (2013)     | –          | – Einw./km²        | 43230        | 43067      |
| La Chomette                  | 154 (2013)     | –          | – Einw./km²        | 43230        | 43072      |
| Collat                       | 88 (2013)      | –          | – Einw./km²        | 43230        | 43075      |
| Couteuges                    | 301 (2013)     | –          | – Einw./km²        | 43230        | 43079      |
| Domeyrat                     | 200 (2013)     | –          | – Einw./km²        | 43230        | 43086      |
| Frugières-le-Pin             | 143 (2013)     | –          | – Einw./km²        | 43230        | 43100      |
| Jax                          | 142 (2013)     | –          | – Einw./km²        | 43230        | 43106      |
| Josat                        | 78 (2013)      | –          | – Einw./km²        | 43230        | 43107      |
| Mazerat-Aurouze              | 217 (2013)     | –          | – Einw./km²        | 43230        | 43131      |
| Montclard                    | 61 (2013)      | –          | – Einw./km²        | 43230        | 43139      |
| Paulhaguet                   | 912 (2013)     | –          | – Einw./km²        | 43230        | 43148      |
| Saint-Didier-sur-Doulon      | 200 (2013)     | –          | – Einw./km²        | 43440        | 43178      |
| Saint-Georges-d’Aurac        | 461 (2013)     | –          | – Einw./km²        | 43230        | 43188      |
| Saint-Préjet-Armandon        | 102 (2013)     | –          | – Einw./km²        | 43230        | 43219      |
| Sainte-Eugénie-de-Villeneuve | 85 (2013)      | –          | – Einw./km²        | 43230        | 43183      |
| Sainte-Marguerite            | 39 (2013)      | –          | – Einw./km²        | 43230        | 43208      |
| Salzuit                      | 359 (2013)     | –          | – Einw./km²        | 43230        | 43232      |
| Vals-le-Chastel              | 45 (2013)      | –          | – Einw./km²        | 43230        | 43250      |

## Bevölkerungsentwicklung
| 1962 | 1968 | 1975 | 1982 | 1990 | 1999 |  |
| ---- | ---- | ---- | ---- | ---- | ---- |  |
| 4872 | 5207 | 4623 | 4279 | 4053 | 3905 |  |